# Mallbackens Idrottsförening Sunne
Il Mallbackens Idrottsförening Sunne, citato nella sua forma contratta Mallbackens IF Sunne o anche MIF, è una squadra di calcio femminile svedese, la più importante sezione dell'omonima società polisportiva con sede a Mallbacken, piccolo centro della contea di Värmland, fondata nel 1942. La sezione calcistica è affiliata alla Värmlands Fotbollförbund, un'associazione calcistica che gestisce il calcio nella contea. Dalla stagione 2017 il Mallbackens IF Sunne milita in Elitettan, la seconda serie del campionato svedese femminile di calcio, dopo esser stato retrocesso dalla Damallsvenskan, la massima serie, torneo al quale era approdato per la prima volta nel 1986. Gioca le partite casalinghe al Strandvallen Stadium di Lysvik.

## Palmarès

### Competizioni nazionali
- Campionato svedese di seconda divisione: 2

2012, 2014

## Organico

### Rosa 2020
Rosa, ruoli e numeri di maglia come da sito societario, aggiornati al 20 luglio 2020
| N. |                    | Ruolo | Calciatrice      |
| -- | ------------------ | ----- | ---------------- |
| 1  | Svezia (bandiera)  | P     | Elin Svahn       |
| 4  | Svezia (bandiera)  | D     | Felicia Edgren   |
| 5  | Svezia (bandiera)  | D     | Nellie Blomqvist |
| 6  | Svezia (bandiera)  | D     | Sarah Bergman    |
| 7  | Svezia (bandiera)  | A     | Alina Miller     |
| 8  | Svezia (bandiera)  | C     | Malin Ahlberg    |
| 9  | Svezia (bandiera)  | A     | Irvina Bajramovc |
| 9  | Svezia (bandiera)  | A     | Fanny Flyckt     |
| 10 | Svezia (bandiera)  | A     | Ida Hallstensson |
| 11 | Nigeria (bandiera) | A     | Sarah Michael    |
| 12 | Svezia (bandiera)  | D     | Emma Eriksson    |

| N. |                    | Ruolo | Calciatrice               |
| -- | ------------------ | ----- | ------------------------- |
| 13 | Svezia (bandiera)  | C     | Linnèa Berger             |
| 15 | Svezia (bandiera)  | D     | Lina Bengtsson            |
| 16 | Svezia (bandiera)  | D     | Jessika Pedersen          |
| 16 | Svezia (bandiera)  | A     | Emma Röös                 |
| 17 | Svezia (bandiera)  | D     | Susanne Skålberg          |
| 19 | Svezia (bandiera)  | D     | Frida Broström (capitano) |
| 20 | Uganda (bandiera)  | A     | Ritah Kivumbi             |
| 22 | Svezia (bandiera)  | D     | Elin Berggren             |
| 23 | Islanda (bandiera) | C     | Kristrún Rut Antonsdóttir |
|    | Svezia (bandiera)  | C     | Sofie Ahlberg             |